# Liste der Monuments historiques in Pluneret
Die Liste der Monuments historiques in Pluneret führt die Monuments historiques in der französischen Gemeinde Pluneret auf.

## Liste der Bauwerke
| Bezeichnung         | Beschreibung | Standort                 | Kennzeichnung | Schutzstatus | Datum | Bild |
| ------------------- | ------------ | ------------------------ | ------------- | ------------ | ----- | ---- |
| Kapelle             |              | Sainte-Avoye (Lage)      | PA00091560    | Classé       | 1932  |      |
| Dolmen von Kervingu |              | Er-Mané Bransquel (Lage) | PA00091561    | Inscrit      | 1969  |      |
| Kreuz               |              | La Croix-Percé (Lage)    | PA00091660    | Inscrit      | 1937  |      |
| Hängebrücke         |              | (Lage)                   | PA56000011    | Inscrit      | 1997  |      |

## Liste der Objekte
- Monuments historiques (Objekte) in Pluneret in der Base Palissy des französischen Kultusministeriums